# Cerro Vilama
El cerro Vilama, a veces llamado «De la Laguna» en razón de situarse junto a una laguna de nombre homónimo, es una montaña limítrofe de tipo vocánica ubicada en el extremo norte de la Argentina y el sudoeste de Bolivia. El punto más alto del cerro sirve de hito limítrofe. Se encuentra al noreste del límite trifinio entre Argentina, Bolivia y Chile.
Se trata de un cono volcánico nevado de 5678 m s. n. m. de edad cuaternaria, ubicado en las coordenadas 22°31′S 66°58′O / -22.517, -66.967; esta cumbre es una de las que constituyen el ramal volcánico de la cordillera de los Andes que se extiende desde el Cerro Branqui (4000 m s. n. m.) al noreste hasta el cerro Zapaleri (5653 m s. n. m.) al sudoeste; entre otras cimas que integran al ramal del Vilama se encuentran, de norte a sur, el cerro La Ramada (5540 m s. n. m.), el cerro Panizos (5259 m s. n. m.), Camitajo (5158 m s. n. m.), cerro Bayo (5464 m s. n. m.), cerro Negro (5026 m s. n. m.), cerro Tinte (5849 m s. n. m.), Brajma (5350 m s. n. m.).
Rodeado tal ramal montañoso por la Puna de Lípez al norte y por la Puna de Jujuy al sur y al este, se forman sendas cuencas endorreicas de clima extremadamente continental con frío y desierto de altura. El conjunto lacunar más importante se halla en el departamento jujeño de Rinconada y está constituido por las someras y muy salinas y alcalinas lagunas de Vilama (núcleo de uno de los sitios RAMSAR de Argentina ya que está poblada por gran cantidad de parinas –flamencos rojos de altura–), ubicada hacia las coordenadas 22°36′S 66°55′O / -22.600, -66.917. Le siguen en importancia las lagunas Palar (o Pular), Pululus y el conjunto eslabonado de profundas lagunas como las del Cerro Negro, Isla grande, Guindas y Laguna Blanca jujeña este conjunto de lagunas con sustratos volcánicos está protegido en Argentina por el parque y reserva provincial Lagunas de Vilama.

Por el norte, en la Puna de Lípez, se destacan las lagunas Coruto y Chojllas, de características similares a la Laguna Vilama.
Las poblaciones estables más próximas se encuentran en Jujuy y son los pequeños caseríos y parajes de Lagunillas del Farallón, Loma Blanca, Mina Pirquitas, Barrealito, Ramallo, Rosario de Coyahuaima, Rosario de Susques, Pairique Chico e Ichaca, comunicados por las rutas provinciales 70 y 85. La cordillera del Vilama es atravesada en elevadísimos collados por "huellas" (sendas y caminos vecinales apenas consolidados) en cornisa.

## Reserva provincial Lagunas de Vilama
Ubicadas en el extremo Noroeste de Argentina, cerca del límite tripartito con Bolivia y Chile, en el departamento de Rinconada, Provincia de Jujuy, y ocupando 157 000 ha, se encuentran las lagunas de Vilama.
Fue designado como Sitio Ramsar el 20 de septiembre de 2000.
Otra designación nacional es reserva provincial altoandina de La Chinchilla.
El Sitio Ramsar incluye más de una docena de lagunas alto-andinas que ocupan los fondos de depresiones endorreicas, situadas a 4500 m s. n. m. de altura.
Las lagunas son alimentadas por aguas surgentes o deshielo. Las lagunas pequeñas son salinas y profundas. Las más importantes (Vilama y Palar) son someras e hipersalinas.
Estos cuerpos de agua presentan también una alta variabilidad temporal y espacial en sus características fisicoquímicas.
Las lagunas poseen una importante comunidad de aves asociada, entre las cuales se encuentran especies amenazadas y endémicas como la gallareta cornuda y los flamencos de James y andino.
Asimismo diversas especies de migrantes neárticos tienen aquí lugares de alimentación. En las vegas que circundan las lagunas, denominadas localmente «ciénegos» suelen encontrarse otras especies en peligro como vicuñas y suris o ñandú petiso.
Estos ciénegos también son lugar de pastoreo de los rebaños de camélidos domésticos y ovinos de los campesinos que practican modelos de trashumancia tradicionales.
Además de estas vegas, las formaciones vegetales más difundidas son estepas arbustivas y pastizales alto-andinos.